# 新开铺街道
新开铺街道，是中华人民共和国湖南省长沙市天心区下辖的一个乡镇级行政单位。

## 行政区划
新开铺街道下辖以下地区：
豹子岭社区、新开铺社区、桥头社区、新天社区、新天村和石人村。

## 交通
- 京广铁路：新开铺站